# Николай Максимилианович, 4-й герцог Лейхтенбергский
Князь Николай Максимилианович Рома́новский, 4-й герцог Лейхтенбергский (23 июля [4 августа] 1843, Петергоф (дворцово-парковый ансамбль) — 6 января 1891, Париж) — член российского императорского дома (с титулом «Его Императорское Высочество»). Генерал от кавалерии (1890). Геолог и минералог. Президент Российского минералогического общества.

## Биография
Родился 23 июля (4 августа) 1843 года, и был третьим ребёнком и старшим сыном в семье великой княжны Марии Николаевны и герцога Максимилиана Лейхтенбергского. Внук императора Николая I и правнук Жозефины Богарнэ.
В декабре 1852 года указом императора Николая I получил титул императорского высочества и князя Рома́новского.

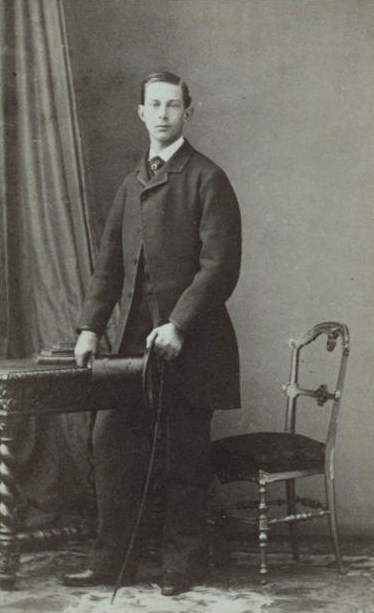
1860-е года

Получил домашнее образование под руководством лучших учителей. Воспитателем герцога Николая был адъютант его отца Ф. Д. Алопеус. В воспитании своих детей Мария Николаевна придерживалась строгой системы своего отца. Николай Максимилианович вспоминал:
Нас далеко не нежили. Во всякую погоду мы выезжали в открытом экипаже, карета разрешалась лишь в случае сильной простуды. Комнаты, в особенности спальня, были холодные (10—12°). Спали мы всегда на походных кроватях, летом на тюфяках, набитых сеном, и покрывались лишь одним пикейным одеялом.
При этом, Коля был очень слабым ребёнком, постоянно лечился в Европе у лучших ортопедов и перенес четыре хирургические операции. Лишь вмешательство хирурга Н. И. Пирогова, заявившего на консилиуме врачей, что «если бы это был мой сын, я бросил бы все машины и стал развивать его гимнастикой», позволило ему не стать инвалидом. Николай Максимилианович продолжил образование, прослушав университетский курс. Его особое внимание привлекла минералогия.
Герцог Лейхтенбергский находился под особым покровительством своего дяди императора Александра II. 4 апреля 1866 года был свидетелем покушения на императора: Николай Максимилианович и его сестра Мария Максимилиановна сопровождали императора во время прогулки по Летнему Саду, когда раздался выстрел Дмитрия Каракозова. Входил в круг ближайших друзей цесаревича Николая и Александра. 28 октября (9 ноября) 1866 года во время бракосочетания Александра Александровича с датской принцессой Дагмар Николай держал венец над головой невесты.
С 1871 года по причине своего морганатического брака постоянно проживал за границей. По словам А. А. Половцева, в молодости Николай Максимилианович подавал большие надежды, был привлекателен не только по наружности, но и по своим вкусам, любви к науке, в особенности к горному делу. Но всё это погибло благодаря несчастной связи с Акинфовой. Они переселились за границу, где Николай Максимилианович жил в тяжелом душевном настроение и кончил жизнь вследствие употребления морфия. Скончался от рака 6 января 1891 года в Париже, 12 января 1891 года со всеми воинскими почестями был похоронен в Сергиевой пустыни в приделе Во имя Архистратига Михаила церкви Воскресения Христова. Император Александр III писал цесаревичу Николаю:
Вчера схоронили мы бедного Колю в Сергиевском монастыре. Из войск участвовали 1 бат<альон> Преображенского полка, батальон Стрелков Импер<аторской> Фам<илии>, 4 эскадрона Конно Гренадер и моя Донская батарея. Было очень холодно, 11° мор<оза> с сильным ветром, и мы все порядочно промерзли, несмотря на то, что шли пешком. Оба сына Коли приехали сюда вместе с телом их отца, они красивые рослые мальчики и желают поступить на службу в России.

## Военная служба

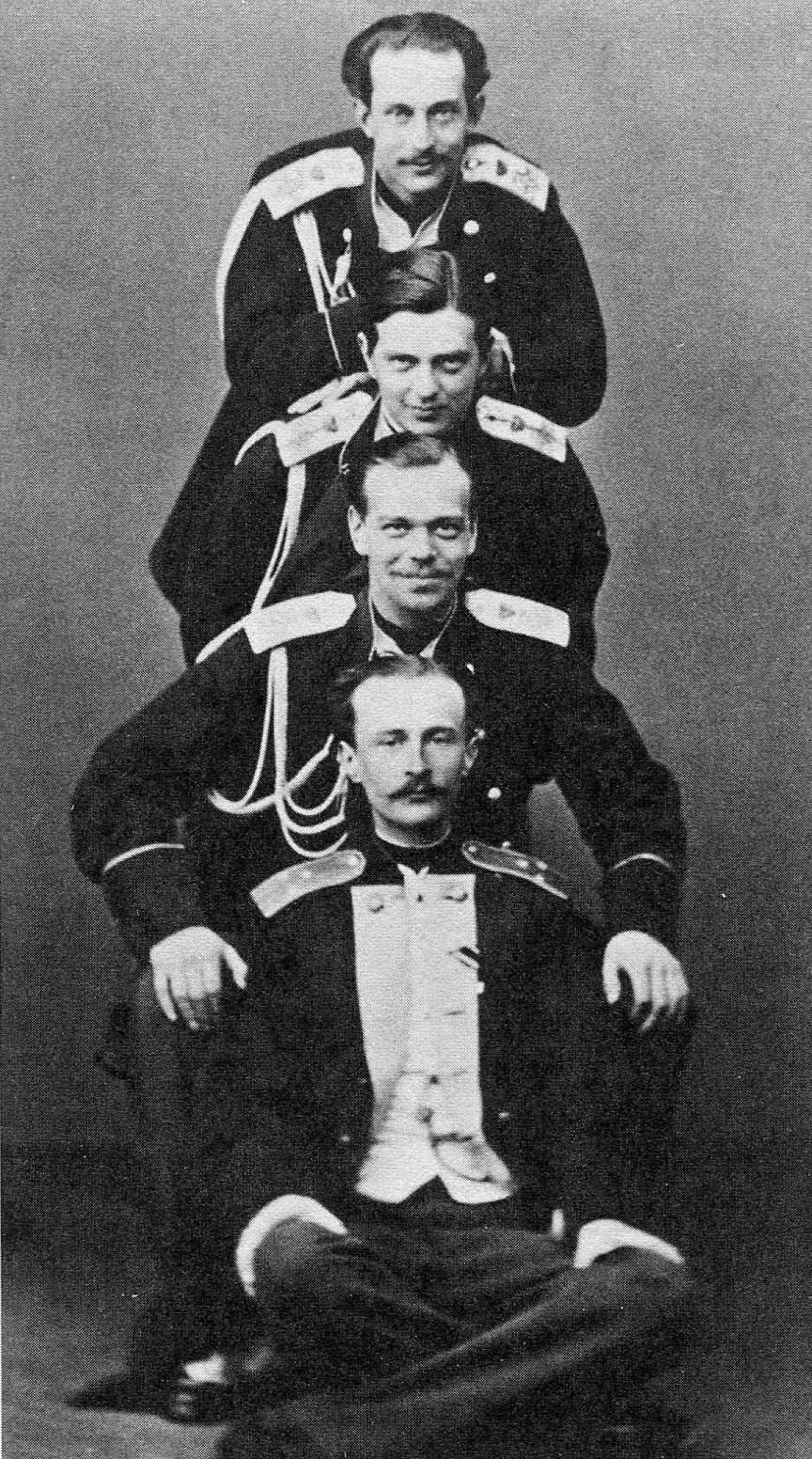
Сверху вниз: Николай Максимилианович Лейхтенбергский (внук Николая I), вел. кн. Владимир Александрович (сын Александра II), цесаревич Александр Александрович (будущий царь Александр III), и герцог Альберт Саксен-Альтенбургский. Середина 1860-х

С рождения числился в лейб-гвардии Преображенском и лейб-гвардии Гусарском полках. В июле 1850 года произведен в прапорщики, в 1852 назначен шефом Киевского гусарского полка, в 1856 зачислен в лейб-гвардии 4-й стрелковый Императорской Фамилии батальон.
В 1859 году поступил на действительную военную службу. В 1863 пожалован во флигель-адъютанты, а в 1865 — в генерал-майоры Свиты Е. И.В. С началом русско-турецкой войны герцог, проживавший за границей, вернулся в Россию и был назначен командиром гусарской бригады в отряде генерал-адъютанта И. В. Гурко, совершившим переход через Балканские горы. С июня-июля 1877 года — командовал кавалерией передового Западного отряда Дунайской армии. Отличился при взятии Казанлыка и в сражении под Ески-Загрой. В 1877 году получил чин генерал-лейтенанта, награждён орденом Святого Георгия 4-й степени, и золотой саблей с надписью «За храбрость». Однако, граф Н. П. Игнатьев в своих записках «Походные письма 1877 года» отрицательно отзывался о военном таланте герцога:
Гурко хвалит Церетелева, который был полезен, усерден и выказал мужество. Ругает Лейхтенбергских, в особенности Николая Максимилиановича, явившего доказательства своей совершенной неспособности, растерянности и робости. В деле у Эски-Загры он расплакался и прислал просить, чтобы прислан был кто другой командовать, ибо чувствует, что не может продолжать вести бой (он даром погубил 3-ю болгарскую дружину, у которой взяли 350 чел. в плен). Гурко тотчас прислал Рауха, а Николай Максимилианович, поблагодарив, поспешил удалиться с места сражения в Казанлык вместе со своим братом и конвоем, забрав всех вестовых и ординарцев (считая их как исключительно существующих для личной их охраны) и оставив Рауха с одним офицером в пылу дела, что всякий военный сочтет непростительным со стороны их императорских высочеств.
С 1890 года — генерал-адъютант и генерал от кавалерии.

## Научная деятельность
В 1865—1891 годах — президент Минералогического общества. Был членом Горного совета и Ученого комитета Министерства государственных имуществ. Герцог Лейхтенбергский был инициатором подробного геологического изучения России и создания новой геологической карты страны. Карты губерний публиковались в серии «Материалы для геологии России.» В 1866—1867 годах вместе с профессорами Н. И. Кошкаровым и Н. Н. Зининым участвовал в двух научных экспедициях по центральным губерниям России и Уралу.
Автор работ по минералогии: «О лейхтенбергите», «Результаты анализов лейхтенбергита», «Демонстрирование вростков горного хрусталя в горном же хрустале», «О кочубеите, кеммерите и пеннине», «Исследование химического состава и свойств кочубеита» «О результате разложения магнитного колчедана из Валлиса», «Кристаллографическое исследование брукита из Атлянской золотоносной россыпи на Урале», «О падающих звездах».
В 1865 году его именем был назван минерал лейхтенбергит.
Состоял почетным членом Императорского Русского Технического общества, Киевского университета Святого Владимира, членом совета и учёного комитета Корпуса горных инженеров.
Учредил Николае-Максимилиановскую медаль и стипендию, ежегодно присуждавшуюся авторам лучших работ по минералогии, геологии и палеонтологии, не только в России, но и за границей.

## Греческий трон
В октябре 1862 года после свержения греческого короля Оттона на трон претендовали сразу несколько кандидатов, поддерживаемые крупнейшими европейскими державами. Великобритания предложила принца Альфреда, второго сына королевы Виктории. 19-летний Николай Максимилианович был поддержан Александром II и Наполеоном III. Однако в результате политических интриг обе кандидатуры были сняты, а трон занял датский принц Кристиан Вильгельм.

## Семья
В 1868 году в Баварии (по другим данным, в 1878 году в Женеве) Николай Максимилианович вступил в морганатический брак с Надеждой Сергеевной Анненковой, в первом браке — Акинфовой (1840—1891), что вызвало неудовольствие императора. Герцог Лейхтенбергский был вынужден покинуть Россию.
Этот союз был признан законным лишь в 1879 году, и Надежда Сергеевна указом императора Александра II в 1879 году получила титул графини Богарне.

### Дети
Николай Максимилианович и Надежда Сергеевна имели двух сыновей, рождённых до признания брака:
- герцог Николай (1868—1928), «воспитанник» герцога.
- герцог Георгий (1872—1929), «воспитанник» герцога.

По указу Александра III от 11 (23) ноября 1890 года воспитанникам его Императорского высочества князя Николая Максимилиановича Романовского, герцога Лейхтенбергского — Николаю и Георгию Николаевичам — предоставлено право пользоваться титулом герцогов Лейхтенбергских с наименованием светлости, совершенным отделением от императорской фамилии и внесением в родословные книги С.-Петербургской губернии; герб их — в XV части «Общего гербовника».

## Военные чины
- Полковник (23.01.1863)[15]
- Генерал-майор Свиты (30.08.1865)
- Генерал-лейтенант (01.01.1878)
- Генерал от кавалерии (07.05.1890)
- Генерал-адъютант (1890)

## Награды
- Орден Святого апостола Андрея Первозванного (1843),
- Орден Святого Александра Невского (1843),
- Орден Святой Анны 1 степени (1843),
- Орден Белого Орла (1843),
- Орден Святого Станислава 1 степени (11.06.1865),
- Орден Святого Георгия 4 степени (28.06.1877),
- Золотая сабля с надписью «За храбрость» (08.08.1877).

Иностранные:
- Баденский Орден Верности
- Гессен-Дармштадтский Орден Людвига 1 ст.
- Баварский Орден Святого Губерта
- Французский Орден Почетного Легиона большой крест
- Вюртембергский Орден Вюртембергской Короны
- Итальянский Орден Святых Маврикия и Лазаря 1 ст.
- Португальский Орден Башни и Меча
- Румынская золотая Медаль за военные заслуги[англ.]
- Румынский Крест «За переход через Дунай»
- Болгарский Орден «Святой Александр» 1 ст.